# Charlie Brown (pilota)
Charles Lester Brown, detto Charlie (Weston, 24 ottobre 1922 – Miami, 24 novembre 2008), è stato un militare e aviatore statunitense. Divenne famoso per essere il pilota di Ye Olde Pub, un B-17 Flying Fortress danneggiato che fu aiutato dall'aviatore tedesco Franz Stigler.

## Biografia

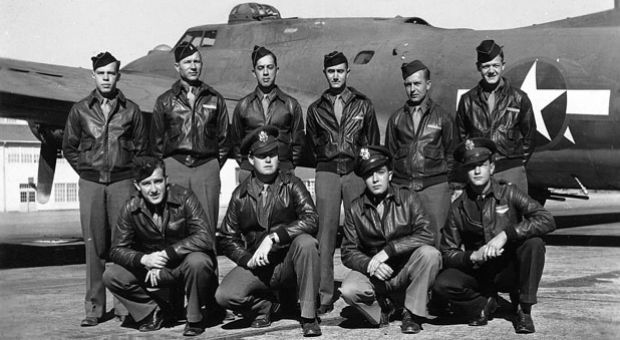
L'equipaggio dello Ye Olde Pub. Brown è il primo inginocchiato a sinistra

Charlie Brown nasce il 24 ottobre 1922 a Weston, nella Virginia Occidentale, da una famiglia di agricoltori. Ultimo di sei figli, fin da giovane si interessa all'aviazione, fino a quando nel 1939 si arruolò nello U.S. Army. Dopo l'attacco a Pearl Harbor, nel 1942 si unì allo U.S. Army Air Force, le forze d'aviazione dell'esercito.
Dopo aver completato l'addestramento al volo ed essere diventato pilota, Brown fu assegnato al 527º Squadrone Bombardieri del 379º Gruppo Bombardieri e il 20 dicembre 1943, all'età di 21 anni, fu inviato nella sua prima missione di bombardamento nel Reich, a Brema, a bordo di un Boeing B-17 Flying Fortress soprannominato Ye Olde Pub.
Durante il bombardamento Brown distrusse una fabbrica di caccia Focke-Wulf Fw 190 rimanendo danneggiato durante l'azione a due dei suoi motori, rendendolo incapace di tenere il passo con la formazione di bombardieri e la protezione che forniva. Dopo vari attacchi da parte di Messerschmitt Bf 109 e Fw 190, lo Ye Olde Pub rimase senza ossigeno, impianto idraulico ed impianti elettrici. Nel mentre, un altro motore fu danneggiato, Charlie rimase ferito ad una spalla e il mitragliere di coda, il sergente Hugh "Ecky" Eckenrode, venne ucciso. A causa della mancanza di ossigeno Brown perse conoscenza raggiungendo una quota di 1000 metri.
Una volta ripresa conoscenza, rifiutò il salvataggio visto che alcuni membri del suo equipaggio erano feriti e incapaci di salvarsi, continuando a volare verso la base di partenza RAF Kimbolton.

### L'incontro con Franz Stigler
Dopo pochi minuti, Brown notò un Bf 109 alla sua destra, pilotato dal pilota della Luftwaffe Franz Stigler.
Stigler aveva inizialmente pianificato di abbattere il B-17, ma decise di non farlo quando si rese conto che l'aereo nemico non era in grado di difendersi; in seguito Stiegler avrebbe detto che dal suo punto di vista l'equipaggio dell'Ye Olde Pub erano equiparabili a paracadutisti, il cui abbattimento era considerato un crimine di guerra.
Stigler cercò di convincere Brown ad atterrare, ma il pilota americano, non riuscendo a capire i cenni che l'aviatore tedesco gli faceva, continuò a volare verso l'Inghilterra; Franz decise allora di scortarlo impedendogli di essere colpito dalle postazioni antiaeree. Una volta superato il Mare del Nord, Stigler fece cenno di atterrare nella neutrale Svezia, facendo accorciare il volo di 2 ore. Nuovamente Brown non capì le intenzioni di Stigler, che a quel punto, constatato che ormai l'aereo era fuori pericolo, salutò e volò via, permettendo a Brown e ai suoi compagni di ritornare indietro.
La storia fu tenuta segreta per evitare che tra i piloti alleati si diffondesse la convinzione di poter essere risparmiati dagli aerei tedeschi evitando di aprire il fuoco contro di loro, e Brown rimase in servizio fino al termine della guerra.

### Vita successiva
Dopo che Franz Stigler gli risparmiò la vita, Brown decise di scoprire chi fosse fino ad incontrarlo negli anni 1990, rimanendo amici intimi fino alla morte di Stigler nel marzo 2008. Dopo la fine del servizio nelle forze armate statunitensi nel 1972, visse a Miami fino alla sua morte, avvenuta il 24 novembre 2008, ricevendo nel mentre la Air Force Cross e il Purple Heart.

## Nella cultura di massa
- Nel 2014 la band heavy metal svedese Sabaton pubblica "No Bullets Fly", canzone che racconta l'incontro e la successiva amicizia tra Stigler e Brown.